# Córrego do Ouro (distrito)
Córrego do Ouro é um distrito do município brasileiro de Campos Gerais, no estado de Minas Gerais. As primeiras povoações na região surgiram por volta de 1740, com a busca de ouro e a necessidade de ocupação do território para criação de gado. Em 1868 o então arraial de Nossa Senhora do Rosário do Córrego do Ouro foi elevado a distrito de Três Pontas   e cinco anos depois se tornou sede de uma paróquia. Com o surgimento do município de Campos Gerais, o distrito passou a fazer parte dele. O Distrito de Nossa Senhora do Rosário de Córrego do Ouro que tinha esse nome por causa da padroeira do local, passou a se chamar oficialmente Córrego do Ouro em 1923. De acordo com o último censo demográfico realizado em 2010 pelo Instituto Brasileiro de Geografia e Estatística (IBGE), o distrito possui 3794 habitantes, o que corresponde a 13,7% da população de todo o município de Campos Gerais.

## História
O "Almanach Sul-Mineiro para 1874", refere-se ao local como "situado em uma aprasível colina, cercado de ubérrimas terras e possuindo uma população laboriosa e pacífica, o Córrego do Ouro promete prosperar em futuro bem próximo". O povoado se formou na margem do Sapucaí , oposta à "Vila da Fome.  O distrito foi criado pela Lei 1473, de 9 de julho de 1868, e a freguesia pela Lei 2.002, de 1º de outubro de 1873, no município de Três Pontas. Foi incorporada ao município de Campos Gerais em 16 de setembro de 1901, pela Lei 319. A doação do patrimônio da localidade, considerada no Almanaque de 1884 , informa que o patrimônio da capela foi doado pelo Alferes Jó Alves de Figueiredo,  foi político e presidente da comissão para a construção da igreja e cemitério. O Alferes inclusive auxiliava a construção de casas em terrenos de sua propriedade que cedia, além do patrimônio. Em 1884, já estava construída a Igreja com duas torres, dedicada a Nossa Senhora do Rosário, sessenta casas espalhadas por três ruas e duas praças (da matriz e da cadeia). A localização elevada dificultava o abastecimento de água. 
Outra figura de destaque na localidade era Miguel Correia Lourenço, falecido em 1880, o já citado alferes Jó Alves de Figueiredo (com 72 anos em 1884), Manuel Tomás de Oliveira, Joaquim Antônio de Sousa Paiva e Antônio Aves de Figueiredo, este último, que iniciou a construção de uma cadeia cujos alicerces já estavam prontos na época do almanaque de 1884, contando essa cadeia com auxílio da Câmara Municipal de Três Pontas em 100$. O primeiro vigário foi o padre Manuel Esteves Balanzuela Lyra, que exerceu o paroquiato por três anos, sucedido pelo Padre José Correia de Carvalho, esse último responsável pela conservação "decente" do cemitério. Em 1884, havia duas escolas primárias para ambos os sexos, sendo 26 alunos na escola masculina e 20 alunas na escola feminina. Não havia em 1884, linha de correio. Havia apenas uma pessoa que foi vítima de “morfeia” (lepra) no local, sem epidemias assoladas. O relevo é montanhoso e ,em 1884, quase todo coberto de matas “em sua maior parte estregadas”, o que dificultava a extração de madeiras pra construção. A principal cultura na época era a cana-de-açúcar, mas existia um começo de plantação de café em 30.000 pés em excelentes condições, e também fumo e algodão. Além de gado de corte, queijos, pedra de sabão, etc. Além da fábrica de vinho do português Luciano Veiga da Silva. Parte da freguesia era dividida pelo Sapucaí  e pelo Ribeirão das Araras, com dez metros de largura e meio metro de profundidade, atualmente submersos na  Represa de Furnas. Na época tais rios ficavam varzeados e chegavam a subir até seis metros. Pelo Rio Sapucaí, em terras de Córrego do Ouro, passavam barcas conduzindo sal de Varginha para Carmo do Rio Claro.
Nas proximidades do povoado havia o bairro de Coqueiros com  trinta casas, com pequenos lavradores, e uma aula particular de instrução primária com mais de vinte alunos regido pelo professor João da Costa Lima. Córrego do Ouro, segundo o IBGE, em 2010 totalizava 3.794 habitantes, e tinha 2.464 habitantes na zona urbana (mais populoso que muitos municípios) e 1.330 na zona rural. A Prefeitura Municipal de Campos Gerais., em 9 de janeiro de 2014, registrou que o distrito possuía limpeza pública permanente (inclusive nos terrenos baldios), coleta de lixo três vezes por semana, canalização da rede de esgoto em 110 metros de rede, projetos sociais, Telecentro comunitário, equipamento, pontes novas sobre os ribeirões Santo Antônio e Araras. Também havia sido contratado um médico geriatra e um fisioterapeuta para a localidade, além de transporte diário de pacientes para Alfenas. Além da construção de uma Creche do Pró-Infância orçada em R$ 1.573.687,25. Creche Pró-Infância em fase de finalização em 2014.